# Esther Paniagua Alonso
Esther Paniagua Alonso  (Izagre, León, 7 de junio de 1949 - Argel, Argelia, 23 de octubre de 1994) fue una enfermera y monja agustina española. Fue asesinada junto a la hermana Caridad Álvarez Martín por el Grupo Islámico Armado en odio a la fe católica durante la guerra civil de Argelia, siendo una de los Mártires de Argelia, y proclamada beata el 8 de diciembre de 2018.

## Biografía
A los 18 años ingresó al noviciado de la Congregación de las Hermanas Agustinas Misioneras. En agosto de 1970, pronunció sus votos perpetuos. Como enfermera, fue enviada a Argel. En Argelia afinó su sensibilidad por la cultura árabe y la religión musulmana . Trabajó en el hospital donde se entregó totalmente a los enfermos, especialmente a los niños discapacitados. 
En 1994, ante la Guerra Civil de Argelia, cuando se le preguntó si tenía miedo de la situación, respondió:

Nadie puede quitarnos la vida porque ya la hemos dado. Nada nos pasará ya que estamos en las manos de Dios… y si algo nos pasa, seguimos en Sus manos.

A pesar de las solicitudes de su jerarquía y del embajador de España en Argelia, se negó a abandonar el país. Así, durante la reflexión comunitaria para hacer el discernimiento entre la elección de quedarse o partir, dijo a sus hermanas:

En este momento, para mí, el modelo perfecto es Jesús: sufrió, tuvo que superar las dificultades y terminó en el fracaso de la cruz, de la que brota la fuente de la vida.

El 23 de octubre de 1994, cuando se dirigía a la misa dominical en la Capilla San José de las Hermanitas de Jesús en Bab El Oued, a unos cientos de metros de distancia, fue asesinada de tres balazos en la cabeza y murió instantáneamente. Sor Caridad Álvarez Martín, quien la acompañaba, falleció pocas horas después en el hospital. Las autoridades argelinas consideran que el ataque se debió al Grupo Islámico Armado.

## Beatificación
Sor Esther Paniagua Alonso es una de los Diecinueve Mártires de Argelia asesinados en Argelia entre 1994 y 1996.
El 27 de enero de 2018, la Santa Sede reconoció el martirio de sor Esther y decidió beatificarla, con los mártires de Argelia . La ceremonia de beatificación tuvo lugar el 8 de diciembre de 2018 en Argelia, en Orán .